# 현정호
현정호(1971년 2월 9일~)은 대한민국의 남자 가수이자 음악감독이고 여행스케치 멤버였다.

## 학력
- 하와이 대학교 리워드 커뮤니티 컬리지 (졸업)

## 경력
- 그룹 '하파데이' (멤버)
- 1990년 ~ 2003년 그룹 '여행스케치' (멤버)